# جابرييل بوزو
جابرييل بوزو (بالإسبانية: Gabriel Pozzo)‏ مواليد 26 مارس 1979 في الأرجنتين، هو سائق راليات أرجنتيني بدأ مسيرته في سنة 1998. كان أول رالي له هو رالي الأرجنتين 1998. تنافس في بطولة العالم للراليات. نافس في رالي التحدي عبر القارات.

## روابط خارجية
- جابرييل بوزو على موقع DriverDB.com (الإنجليزية)
- جابرييل بوزو على موقع Rallye-info.com (الإنجليزية)
- جابرييل بوزو على موقع eWRC-results.com (الإنجليزية)